# العلاقات الأرمينية الهندوراسية
العلاقات الأرمينية الهندوراسية هي العلاقات الثنائية التي تجمع بين أرمينيا وهندوراس.

## مقارنة بين البلدين
هذه مقارنة عامة ومرجعية للدولتين:
| وجه المقارنة                                              | أرمينيا                    | هندوراس          |
| --------------------------------------------------------- | -------------------------- | ---------------- |
| المساحة (كم2)                                             | 29.74 ألف                  | 112.49 ألف       |
| عدد السكان (نسمة)                                         | 2.93 مليون                 | 9.27 مليون       |
| الكثافة السكانية (ن./كم²)                                 | 98.52                      | 82.41            |
| العاصمة                                                   | يريفان                     | تيغوسيغالبا      |
| اللغة الرسمية                                             | لغة أرمنية                 | اللغة الإسبانية  |
| العملة                                                    | درام أرميني                | لمبيرة هندوراسية |
| الناتج المحلي الإجمالي (بليون دولار)                      | 11.54 مليار                | 22.98 مليار      |
| الناتج المحلي الإجمالي (تعادل القوة الشرائية) بليون دولار | 25.41 مليار                | 41.14 مليار      |
| الناتج المحلي الإجمالي الاسمي للفرد دولار أمريكي          | 3.49 ألف                   | 2.53 ألف         |
| الناتج المحلي الإجمالي للفرد دولار أمريكي                 | 8.07 ألف                   | 4.91 ألف         |
| مؤشر التنمية البشرية                                      | 0.743                      | 0.606            |
| رمز المكالمات الدولي                                      | +374                       | +504             |
| رمز الإنترنت                                              | .am، .հայ ‏                 | .hn              |
| المنطقة الزمنية                                           | ت ع م+04:00، توقيت أرمينيا | 00               |

## منظمات دولية مشتركة
يشترك البلدان في عضوية مجموعة من المنظمات الدولية، منها:
| علم المنظمة | اسم المنظمة                               | تاريخ انضمام أرمينيا | تاريخ انضمام هندوراس |
| ----------- | ----------------------------------------- | -------------------- | -------------------- |
|             | مؤسسة التنمية الدولية                     | 25 أغسطس 1993        | 23 ديسمبر 1960       |
|             | يونسكو                                    | 9 يونيو 1992         | 16 ديسمبر 1947       |
|             | وكالة ضمان الاستثمار متعدد الأطراف        | 5 ديسمبر 1995        | 30 يونيو 1992        |
|             | الأمم المتحدة                             | 2 مارس 1992          | 17 ديسمبر 1945       |
|             | الفريق المعني برصد الأرض                  | ?                    | ?                    |
|             | الاتحاد البريدي العالمي                   | ?                    | ?                    |
|             | البنك الدولي للإنشاء والتعمير             | 16 سبتمبر 1992       | 27 ديسمبر 1945       |
|             | الاتحاد الدولي للاتصالات                  | 30 يونيو 1992        | 27 أكتوبر 1925       |
|             | منظمة حظر الأسلحة الكيميائية              | ?                    | ?                    |
|             | مؤسسة التمويل الدولية                     | 18 أبريل 1995        | 20 يوليو 1956        |
|             | المركز الدولي لتسوية المنازعات الاستشارية | 16 أكتوبر 1992       | 16 مارس 1989         |
|             | منظمة التجارة العالمية                    | 5 فبراير 2003        | ?                    |
|             | منظمة الشرطة الجنائية الدولية             | ?                    | ?                    |

## وصلات خارجية
- موقع وزارة الخارجية الأرمينية
- موقع وزارة الخارجية الهندوراسية